# Mao Ichimichi
Mao Ichimichi (市道 真央 Ichimichi Mao?, 1 de febrero de 1992) es una actriz japonesa conocida por representar a Luka Millfy/Gokai Yellow en la temporada Kaizoku Sentai Gokaiger de la serie Super Sentai Series. 

## Filmografía

### Anime
- Sakiyomi Jan Bang! (2010)
- Kaizoku Sentai Gokaiger como Luka Millfy/Gokai Yellow (2011-2012)
- Samurai Flamenco como Mizuki Misawa (2013-2014)
- Gokukoku no Brynhildr como Kazumi Schlierenzauer (2014)
- Magic Kaito 1412 como Aoko Nakamori  (2014-2015)
- Noragami como Ayu (2014-2015)
- Overlord como Enri Emmot (2015)
- Rakudai Kishi no Cavalry como Renren Tomaru
- Young Black Jack como Phan (2015)
- Hidan no Aria AA como Raika Hino
- Digimon Adventure tri. como Hikari Yagami
- Uchū Patrol Luluco como Luluco (2016)
- Hundred como Claire Harvey (2016)
- Netoge no Yome wa Onna no Ko Janai to Omotta? como Kyōh Goshōin (2016)
- Flip Flappers como Papika (2016)
- Keijo!!!!!!!! como Sayaka Miyata (2016)
- Kono Bijutsubu ni wa Mondai ga Aru! como Yuka Oedaki (2016)
- Nijiiro Days como Rina Mori (eps 2, 16 - 2016)
- Ao no Exorcist: Kyoto Fujō Ō-hen como Mamushi Hōjō (2017)
- Uchū Sentai Kyuranger como Raptor 283/Washi Pink (2017)
- Tsugumomo como Kanayama Taguri (2017)
- Hinako Note como Hinako Sakuragi (2017)
- Seikai Suru Kado como Saraka Tsukai (2017)
- Kaitō Tenshi Twin Angel como Meguru Amatsuki/Angel Rose (2017)
- Nana Maru San Batsu como Yuki Kōzuki (2017)
- Aho Girl como Akane Eimura (2017)
- Nanatsu no Taizai: Imashime no Fukkatsu como Melascula (2018)
- Youkoso Jitsuryoku Shijou Shugi no Kyoushitsu e como Airi Sakura (2017)
- Karakai Jōzu no Takagi-san como Yukari (2018-2019)
- Bem como Bela (2019)
- Mahō Shōjo Tokushusen Asuka como Tamara Volkova (2019)
- Nanatsu no Taizai: Kamigami no Gekirin como Melascula (2019)
- Sōnan Desu ka? como Homare Onishima (2019)
- Babylon como Hiasa Sekuro (2019)
- Fire Force como Iris (2019)[1]
- ID - Invaded como Koharu Hondomachi (2020)
- Pet como Jin (2020)
- Magia Record como Nanaka Tokiwa (ep. 6) (2020)
- Princess Connect! Re:Dive como Pecorine/Eustiana von Astraea (2020)
- Fantasy Bishōjo Juniku Ojisan to como Hinata Tachibana (chica) (2022)
- Genjitsushugi Yūsha no Ōkoku Saikenki como Roroa Amidonia (2022)
- Higeki no Genkyō to naru Saikyō Gedō Last Boss Joō wa Min no tame ni Tsukushimasu como Sefek (2023)
- Isekai Nonbiri Nōka como Diosa de la Agricultura (2023)
- Henjin no Salad Bowl como Livia Do Udis (2024)
- Akuyaku Reijō Tensei Oji-san como Grace Auvergne (2025)

### ONA
- Saint Seiya: Saintia Sho como Kyōko de Equuleus/Eris (2019)

### Videojuegos
- Lilycle Rainbow Stage!!! como Tamaki Nishino
- SINoALICE como Alicia
- Seven Deadly Sins: Grand Cross como Melascula
- Magia Record: Puella Magi Madoka Magica Gaiden como Nanaka Tokiwa (2017)
- Genshin Impact como Varesa ( 2025 )

### Películas
- Digimon Adventure 02: The Beginning (2023) como Hikari Yagami
- Digimon Adventure: La última evolución Kizuna (2020) como Hikari Yagami
- Tensou Sentai Goseiger vs. Shinkenger: Epic on Ginmaku como Gokai Yellow (2011, voz solamente)
- Gokaiger, Goseiger Super Sentai 199 Hero Great Battle como Luka Millfy/Gokai Yellow (2011)
- Tokumei Sentai Gobuster vs. Gokaiger como Luka Millfy/Gokai Yellow (2013)
- Gantz: O como Anzu Yamasaki (2016)

### Doblajes
- "Amy" de Grand Chase.
- Harvey Beaks como Oso Techno

## Música
- Formó parte del grupo "Mineral Miracle Muse" junto con Haruka Tomatsu y Erii Yamazaki para la serie Samurai Flamenco. Juntas interpretaron los dos endings del anime: DATE TIME y Flight 23:00.[2]